# Victor Van Schil
Victor Van Schil (* 21. Dezember 1939 in Nijlen; † 30. September 2009 ebenda) war ein belgischer Radrennfahrer.

## Sportliche Laufbahn
Als Amateur war sein bedeutendster Erfolg der Sieg in der international stark besetzten 9-Provinzen-Rundfahrt 1961. Er wechselte während der Saison in die Klasse der Unabhängigen. 1962 erhielt er im Radsportteam Mercier-BP seinen ersten Vertrag als Berufsfahrer und bestritt seine erste Tour de France. Er fuhr die Tour elfmal, sein bestes Resultat war der 17. Platz 1962. Mehrfach war er an Etappensiegen im Mannschaftszeitfahren seiner jeweiligen Teams beteiligt. Seinen ersten bedeutenden Erfolg als Profi hatte er mit dem Sieg im Rennen Schaal Sels 1963. 1962, 1970 und 1972 siegte er in der Tour du Condroz.
1964 gewann er eine Etappe der Vuelta a España, ebenso 1968. 1967 gewann er die Tour de Wallonie.
Van Schil konnte 20 Teilnahmen an den Grand Tours aufweisen. Den Giro d’Italia fuhr er fünfmal, 1970 wurde er 23. des Endklassements. Die Vuelta a España sah ihn viermal am Start, 1962 hatte er mit dem 12. Platz dort sein bestes Resultat. Er fuhr 28 Rennen bei den Monumenten des Radsports. Zweimal, 1966 und 1969, wurde er Zweiter im Rennen Lüttich–Bastogne–Lüttich. Paris–Roubaix beendete er 1965 beim Sieg von Rik Van Looy als Vierter. In seiner letzten Saison 1977 gewann er noch einige Kriterien, konnte aber keine größeren Erfolge mehr erreichen.

## Grand-Tour-Platzierungen
| Grand Tour            | 1962 | 1963 | 1964 | 1965 | 1966 | 1967 | 1968 | 1969 | 1970 | 1971 | 1972 | 1973 | 1974 |
| --------------------- | ---- | ---- | ---- | ---- | ---- | ---- | ---- | ---- | ---- | ---- | ---- | ---- | ---- |
| Vuelta a EspañaVuelta | –    | –    | 12   | 13   | –    | –    | 23   | –    | –    | –    | –    | 13   | –    |
| Giro d’ItaliaGiro     | –    | –    | –    | –    | –    | –    | DNF  | –    | 23   | –    | –    | 31   | 51   |
| Tour de FranceTour    | 17   | 22   | 32   | 41   | 72   | 28   | 23   | 29   | 68   | 21   | DNF  | –    | 36   |